# 波良
50°19′18″N 26°42′46″E / 50.32167°N 26.71278°E
波良（烏克蘭語：Полянь），是烏克蘭西部的村莊，隸屬赫梅利尼茨基州的舍佩蒂夫卡區。該村面積1.7平方公里，海拔高度196米，2001年人口466，人口密度每平方公里274.1人。